# Stavros Tsiolis
Stavros Tsiolis (grec: Σταύρος Τσιώλης)  (Trípoli, 6 d'octubre de 1937 - Atenes, 23 de juliol de 2019) va ser un director de cinema i guionista del nou cinema grec.

## Biografia
Stavros Tsiolis va estudiar cinematografia a la Escola de Cinematografia L. Stavrakou a Atenes i a partir de 1958 va treballar com a ajudant de direcció en 54 pel·lícules, moltes de les quals per a Finos Film. La seva primera pel·lícula, que es basava en el seu propi guió, va ser O mikrós drapétis per a Finos Film el 1968. El 1970 va aconseguir l'èxit internacional amb la pel·lícula Katákhrisis Exusías.
Després va deixar el cinema durant quinze anys i va tornar el 1985 amb pel·lícules que van tenir un èxit particular. La seva pel·lícula Mia Tóso Makriní Apusía va guanyar sis primers premis al Festival Internacional de Cinema de Tessalònica de 1985 mentre que Akataníkitoi Erastés el 1988 es va projectar al Museu d'Art Modern de Nova York.
Les seves pel·lícules tenen un estil molt personal, ja que es basen en l'humor subtil, els diàlegs improvisats i l'ús, sovint, d'actors amateurs. Un motiu recurrent en els seus guions és vagar diverses vegades  al seu lloc d'origen, Arcàdia. En moltes de les seves pel·lícules va utilitzar Argyris Bakirtzis com a protagonista.
Fan de P.A.O.K., Tsiolis va escriure una obra de teatre titulada Taxidévontas me ton PAOK, que es va posar en escena l'any 2011 al Teatre Artístic Karol Koun.
A finals de 2017 Stavros Tsiolis va completar la seva darrera pel·lícula Gynaíkes pou perásate apó edó, , fet possible gràcies al micromecenatge. La pel·lícula va tancar la trilogia “Gynaíkes” (després de Parakaló Gynaíkes, min klaíte i As periménoun oi gynaíkes).
Stavros Tsiolis havia escrit lletres per a cançons de les seves pel·lícules, però també per a cantants de música popular (Marió, Pizza Papadopoulou, Antonis Remos).
Va morir a Atenes el 23 de juliol de 2019 i el funeral es va celebrar el 26 de juliol al 1r Cementiri d'Atenes.

## Filmografia
Com a director, Stavros Tsiolis va treballar en les següents pel·lícules:
- O mikrós drapétis (1968)
- Panikós (1969)
- Zoúnkla ton póleon (1970)
- Agápi gia pánta (1970)
- Katákhrisis exousías (1971)
- Théma syneidíseos (1973)
- Mia tóso makriní apousía (1985)
- Schetiká me to Vasíli (1986)
- Akataníkitoi erastés (1988)
- Érotas sti Khurmadiá (1990)
- Parakaló gynaíkes, min klaíte (1992)
- O chaménos thisavrós tou Khoursít Pasá (1996)
- As periménun oi gynaíkes (1998)
- Ftásamee! (2004)
- Kantína (2009)
- Gynaíkes pou perásate apo do (2017)

## Teatre
Les seves obres per al teatre s'han enregistrat al llibre "Θεατρικά" i són:
- "Ta kokkinomplé patínia" (2006)
- "Taxidévontas me ton PAOK, mia istoría tou Stathmoú Larísis" (2011)
- "I pórta" í "O sorós ton fasolión" (2012)
- "I dimoprasía"
- "I gynaíka tou astronáfti"